# 巴克豪森效应

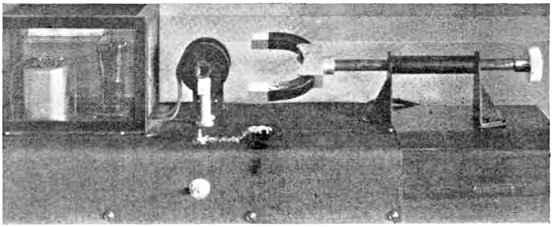
巴克豪森的實驗工具的複製品。包括由銅線環繞的鐵長條，而銅線被接駁至一個真空管放大器（圖左）及耳機（圖中沒有顯示）。 當馬蹄形磁鐵 （右方） 轉動，流經鐵長條的磁場方向發生改變，所產生像炸裂的「巴克豪森聲噪」（Barkhausen noise）將能夠從耳機被聽見。

Magnetization (J) or flux density (B) curve as a function of magnetic field intensity (H) in ferromagnetic material. The inset shows Barkhausen jumps.

Origin of the Barkhausen noise: as a domain wall moves it gets caught on a defect in the crystal lattice, then "snaps" past it, creating a sudden change in the magnetic field.

巴克豪森效应（英語：Barkhausen effect）指将铁磁材料从退磁状态加磁场磁化到饱和，在中间阶段，铁磁材料是以磁畴突然长大，不可逆和不连续位移过程实现磁化的。磁畴的这种运动方式，称为巴克豪森效应。它是德国物理学家海因里希·巴克豪森于1919年发现的。
巴克豪森效应说明二点：在磁化的中间阶段，铁磁材料以磁畴完成磁化；而不是以单个原子完成磁化。巴克豪森效应提供了磁畴存在的直接证据，而存在磁畴是法国物理学家皮埃爾·外斯对铁磁性解释所提出的二个基本假设之一。